# Paszynka
Paszynka (ros. Пашинка) – wieś w Rosji, w obwodzie wołogodzkim, w rejonie wołogodzkim. W 2010 roku liczyła 5 mieszkańców.